# Charles de Groux
Charles Corneille Auguste de Groux (Comines, 25 agosto 1825 – Saint-Josse-ten-Noode, 30 marzo 1870) è stato un pittore, illustratore e incisore belga.

## Biografia
Charles de Groux, (o De Groux) era nato a Comines, in provincia di Hainaut. La sua famiglia si trasferì nel 1833 a Bruxelles e Charles, fra il 1838 e il 1850, ricevette i primi insegnamenti di pittura all'Accademia di belle arti di Bruxelles, sotto la guida del pittore belga d'impostazione neoclassica François-Joseph Navez e di Jean-Baptiste Van Eycken, che era specializzato in dipinti a soggetto storico. In questo periodo realizzò dipinti in stile accademico, ispirandosi alla grande tradizione michelangiolesca e rallaellesca. Espose per la prima volta sue opere nel 1848, al Salon di Bruxelles.

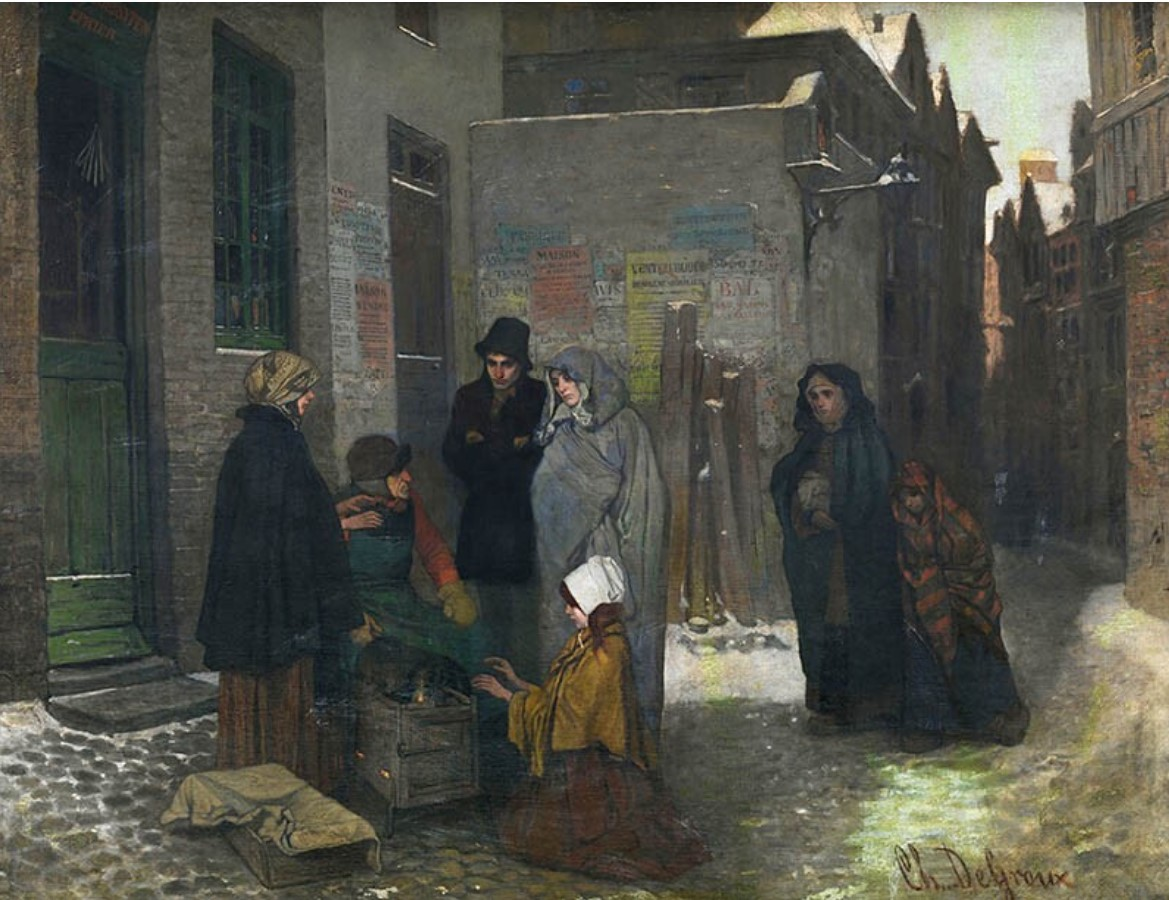
Il macinacaffè, Charles de Groux

Proseguì lo studio all' Accademia di Düsseldorf, dove seguì i corsi nel 1851-1852, pur non essendo iscritto ufficialmente. Si avvicinò ai pittori pittori nazzareni, che si ispiravano ai primitivi fiamminghi e si interessò alle esperienze del movimento artistico antiaccademico - pittorico, ma legato ad un analogo movimento letterario - detto Tendenzmalerei.
Illustrò – come Félicien Rops - il periodico Uylenspiegel.
Fu un membro fondatore, nel 1856, della Società Belga di acquerellisti e nel 1868 della Società libera di Belle Arti. Charles de Groux ebbe influenza sui giovani pittori del realismo sociale, tra cui il suo allievo Constantin Meunier che veniva da una famiglia borghese con evidenti difficoltà economiche. Sulla via da lui aperta s'inserirono i due fratelli pittori Joseph Stevens ed Alfred Stevens.

### Un confronto con Manet
Un confronto fra Il macinacaffè di de Groux, al Museo Reale di Belle Arti (Anversa), e Operai che riparano Rue de Berne di Manet aiuta a comprendere la vena realistica del pittore belga. Nell'opera di de Groux si notano le abitazioni precarie, persone indigenti che cercano un riparo di fortuna e manifesti parzialmente staccati dai muri, come ulteriore mezzo realistico descrittivo. Nell'opera di Manet, al contrario non è sottinteso un significato sociale, così come non viene mostrato lo sforzo fisico degli operai: il vero soggetto è la veduta della strada, nella sua totalità.
Suo figlio Henry de Groux fu pittore.

### Opere
- Le spigolatrici, 1857 circa, Museo reale delle belle arti del Belgio, Bruxelles[5]
- L'ubriacone
- La rissa
- L'ubriacone
- La rissa
- Il banco dei poveri, 1854, Museo reale delle belle arti del Belgio, Bruxelles[6]
- Il Benedicite, 1860 circa, Museo reale delle belle arti del Belgio, Bruxelles[7]